# Епінікій
Епінікій (дав.-гр. ἐπινίκιον) — у стародавній Греції хорова пісня на честь переможця на спортивних змаганнях священних ігор, виконувана зазвичай на батьківщині переможця під час всенародного вшанування при його поверненні.
Це найвідоміший вид давньогрецької хорової лірики: до нашого часу дійшли повністю (лише вірші, без музики) 45 епінікіїв Піндара (найраніший — 498 р., найпізніший — бл. 446 р. до н. е.), зібрані в чотири книги по місцях здобутих перемог — Олімпійські, Піфійські, Немейські, Істмійські. Творцем жанру епінікію був Сімонід Кеоський, поет одним лише поколінням старший за Піндара.
За змістом і функцією зміст епінікій — це хвала переможцю ігор. Саме такою була дворядкова звуконаслідувальна пісня-вигук, що послужила зачатком епінікію: «Тенелла, тенелла, тенелла, радуйся, Геракл-переможець!» Авторство її приписувалося Архілоху (VII ст.), і вона продовжувала виконуватись і в VI, і в V століттях, співіснуючи зі складними композиціями Симоніда і Піндара. «Тенеллу» співали в Олімпії відразу після змагань, коли спеціальна ода для цього переможця ще не була замовлена і написана, а замовну оду — потім, зазвичай під час урочистості на батьківщині переможця.
Епінікій містить три смислових розділи: іменування, оповідання, моління (на зразок гімну). В іменуванні містилося звернення до бога і перераховувалися ознаки його величі; в оповіданні наводився міф, що служив прикладом цього величі; в молінні закликалася милість бога до молільників. У епінікії хвала переможцю була цілком аналогічна іменуванню; моління про те, щоб бог не залишав свою милість переможця і надалі, теж легко будувалося за зразком гімну; в епічну частину поети механічно перенесли такий же, як в гімні, міф про бога або (частіше) про героя, прив'язавши його до контексту епінікію метафорично або метонімічно. Так склалася загальна схема епінікію: хвала переможцю (зазвичай вводиться закликом до якогось божества, як у гімні), епічний міф і знову хвала переможцю (часто з молитвою про його майбутній достаток, теж як у гімні).
Багато епінікіїв написані строфічними тріадами (суперстрофами), що складаються зі строфи, антистрофи і еподу.